# Prionostemma perlucidum
Prionostemma perlucidum is een hooiwagen uit de familie Sclerosomatidae.